# ابن النقيب
عبد الرحمن بن محمد بن كمال الدين محمد، الحسيني، المعروف بابن النقيب وابن حمزة أو الحمزاوي النقيب، ينتهي نسبه إلى الإمام علي ابن أبي طالب، (1048-1081 هـ/1638-1670م)، وعُرف بابن النقيب لأن أباه كان نقيب الأشراف في بلاد الشام، وكان عالماً محققاً ذا مكانة سياسية واجتماعية ودينية.
ولد في دمشق، نشأ ابن النقيب على يد والده، وتلقى منه علومه الأولى من الآداب والشريعة وغيرهما، كما تلقى على غيره من علماء عصره، واستكمل الاطّلاع على مختلف أنواع العلوم، وأتقن الفارسية والتركية وهو ابن عشرين سنة، ومال إلى الإنشاء ونظم الشعر فبرع فيهما، حتى صار من أعلامهما، وقد وصف شعره بأنه كثير الصور، بعيد التشابيه، عجيب النكات، ضمنه - كما كان يصنع الشعراء في عصره - كثيراً من المعميات والألغاز، وكان في شعره يجمع بين جزالة اللفظ وجمال التركيب وغزارة المعاني المستمدة من محفوظه الشعري والنثري الكبير.
لابن النقيب ديوان شعر حققه عبد الله الجبوري ونشره في مجلة المجمع العلمي سنة 1956، وله فيه قصائد كثيرة منها ملحمة غنائية في مئة وتسعة عشر بيتاً، جمع فيها أسماء أعلام الغناء القديم وأسماء الملوك وندمائهم وجواريهم وقيانهم، واقترب فيها من فلسفة عمر الخيام الشعرية، في ديوانه عدداً من الموشحات أيضاً.
ويمكن لمتصفح ديوانه أن يقف على عدد من الأغراض الشعرية التي تناولها، ومنها المدائح النبوية. وهذا الغرض قليل في شعره لم يرد في ديوانه منه سوى مقطعتين شعريتين، ومن المدح عنده تناوله لشخصيات عصره الاجتماعية والسياسية.
وتعد المطارحات والحواريات الشعرية من الأغراض التي تطرق إليها الشاعر، فله كثير من  القصائد المتبادلة بينه وبين شعراء زمانه كالأمير منجك الشاعر، ومنها ما كتبه أيضاً إلى بعض الأدباء، وربما تعدى ذلك إلى مطارحات خيالية رمزية في قصائد يخاطب فيها حمامة أو شحروراً، يضاف إلى ذلك الحواريات نثرية شعرية طريفة مثل «نبعة الجنان» و«حديقة الورد» و«المقامة الربيعية»، مما يستحق البحث والدراسة.
ومن أغراض شعره وصف بعض أنماط الشخصيات الاجتماعية التي كانت شائعة في عصره، وأكثر وصفه كان للطبيعة الدمشقية الساحرة:
وللغزل والنسيب حظه الأوفر من شعره، فقد ملأ الحب والشباب جسمه، ونحا شعر الغزل عنده ليعكس صورة نفسه اللاهية المطربة العابثة في بعض الأحيان.
وفي شعره ذكر للخمريات والغنائيات، ووصف للساقي والنديم، وأحاديث عن الكأس والخمر، مبيناً فيها أن الطبيعة الدمشقية، وكثرة الحانات، وشعوره الدائم بالصبا والشباب، من أهم الأسباب التي دفعته إلى معاقرة الصهباء، على أن الألغاز والأحاجي من الأغراض التي برع فيها الشاعر، وقد أدرجها بعض المتأخرين في فنون البديع.
والدارس لشعره يميز فيه نزوعه إلى الذاتية والغنائية، كما أنه يجمع فيه بين الجرس الموسيقى اللطيف ورقة الألفاظ، وقد عرف الشعر- على طريقة الجاحظ - قوله:

## للاستزادة
- المحبي، خلاصة الأثر في أعيان القرن الحادي عشر (المطبعة الوهبية، القاهرة 1384هـ).
- المحبي، نفحة الريحانة ورشحة طلاء الحانة، تحقيق عبد الفتاح الحلو (دار إحياء الكتب العربية 1967).
- ابن النقيب، ديوان ابن النقيب، تحقيق عبد الله الجبوري، الجزء الأول (مجلة المجمع العلمي العربي، 1956).